# Heterusia combana
Heterusia combana là một loài bướm đêm trong họ Geometridae.